# Rouge FM
Rouge FM ist ein privater Radiosender aus der Schweiz. Das Programm ging am 1. März 1989 unter dem Namen Radio Framboise auf Sendung und ist seit dem 1. Juli 2005 unter seinem heutigen Namen bekannt. Der Sender ist seit August 2007 in Mont-sur-Lausanne beheimatet. Das Sendegebiet deckt die Kantone Genf, Waadt, Neuenburg und Freiburg ab. Mit 137'400 täglichen Hörern ist es eines der erfolgreichsten Privatradios in der Romandie.
In Zusammenarbeit mit dem Medienkonzern Edipresse hat der Sender am 28. September 2007 eine Mehrheitsbeteiligung am Genfer Privatsender Radio Lac übernommen, der nun aus denselben Räumlichkeiten sendet. 
Seit dem 18. November 2008 ist ausserdem der Fernsehsender Rouge TV auf Sendung. Der Kanal kann auf dem digitalen Netz der UPC Schweiz empfangen werden und zeigt Musik-Clips, Filmtrailer, Ausgehmagazine und Talk-Shows.
Zur Radiogruppe Rouge FM gehören ebenso zwei Internet-Radios: der Rocksender Rouge Rock und Rouge Platine, der sich der elektronischen Musik widmet.